# Симанович, Симанис
Си́манис Симано́вич (латыш. Sīmanis Simanovičs; 15 мая 1890, Курляндская губерния , Российская империя — 4 декабря 1972, Лиепая, Латвийская ССР) — латвийский советский политик, общественный деятель, революционер.

## Биография
Окончил начальную школу в Либавском уезде. В молодости работал кузнецом на Либавском металлургическом заводе. Участник революции 1905 года в Латвии
В 1911 году был арестован и заключён в тюрьму. В 1913 году, после освобождения, работал на Рижском судостроительном заводе, в 1914 году вновь был арестован, заключён в тюрьму в Санкт-Петербурге, позже отправлен в Иркутск на каторгу.
После Октябрьской революции в составе латышских красных стрелков до 1920 года участвовал в Гражданской войне. С 1929 года — член Коммунистической партии Латвии,. В 1932 году за политическую деятельность был арестован и приговорён к четырем годам принудительных работ. Кандидат в депутаты Лиепайской городской думы.
После ввода советских войск в Латвию в 1940 году избран депутатом Народного Сейма Латвии, был членом президиума Сейма. Один из двадцати депутатов парламента, которые обратились с просьбой о включении Латвии в состав СССР в Москве. В том же году стал председателем Лиепайского городского профсоюза
В 1941 году назначен и. о.председателя Лиепайского окружного суда. Во время Великой Отечественной войны и до 1948 года работал в судебной системе, затем, — заместителем начальника Лиепайского городского отделения милиции и руководителем пенсионного совета деревообрабатывающего завода «Балтия».
Умер в Лиепае в 1972 году.